# Championnat de Géorgie de football 2016
Navigation
Saison précédente Saison suivante
La saison 2016 du championnat de Géorgie de football est la vingt-huitième édition de la première division géorgienne. Le championnat, appelé Umaglesi Liga, voit les quatorze meilleurs clubs géorgiens répartis en deux poules, où les équipes se rencontrent deux fois dans la saison, à domicile et à l'extérieur. À la fin de cette phase, le premier de chaque groupe dispute la finale pour le titre, les 2e et 3e les matchs de classement, les 5e et 6e les barrages de relégation et le dernier est directement relégué en deuxième division. Cette saison de transition a deux buts : faire passer le championnat sur un calendrier annuel (de mars à octobre) et réduire l'élite à dix clubs seulement.
C'est le FC Samtredia qui remporte la compétition cette saison, après avoir battu le Chikhura Sachkhere lors de la finale nationale. Il s'agit du tout premier titre de champion de Géorgie de l'histoire du club.

## Les clubs participants
- Chikhura Sachkhere
- FC Tskhinvali
- FC Shukura Kobuleti
- FC Baia Zugdidi
- FC Dila Gori
- FC Samtredia
- FC Dinamo Tbilissi
- FC Saburtalo Tbilissi
- Dinamo Batoumi
- FC Guria Lanchkhuti
- Kolkheti 1913 Poti
- Sioni Bolnissi
- Torpedo Koutaïssi
- Lokomotiv Tbilissi

## Compétition
Le barème de points servant à établir les différents classements se décompose ainsi :
- Victoire : 3 points
- Match nul : 1 point
- Défaite : 0 point

### Saison régulière
| Rang | Équipe              | Pts | J  | G | N | P | Bp | Bc | Diff |
| ---- | ------------------- | --- | -- | - | - | - | -- | -- | ---- |
| 1    | Chikhura Sachkhere  | 29  | 12 | 9 | 2 | 1 | 27 | 11 | +16  |
| 2    | FC Dinamo TbilissiT | 23  | 12 | 6 | 5 | 1 | 17 | 5  | +12  |
| 3    | Torpedo KoutaïssiC  | 15  | 12 | 4 | 3 | 5 | 16 | 12 | +4   |
| 4    | Lokomotiv Tbilissi  | 15  | 12 | 4 | 3 | 5 | 11 | 18 | -7   |
| 5    | FC Shukura Kobuleti | 12  | 12 | 2 | 6 | 4 | 10 | 13 | -3   |
| 6    | FC Guria Lanchkhuti | 11  | 12 | 3 | 2 | 7 | 8  | 21 | -13  |
| 7    | FC Tskhinvali       | 9   | 12 | 2 | 3 | 7 | 12 | 21 | -9   |

| Résultats (▼dom., ►ext.) | CHI | DIN | GUR | LOC | SHU | TKU | TSK |
| Chikhura Sachkhere       |     | 0-0 | 1-2 | 3-2 | 1-1 | 2-1 | 4-1 |
| Dinamo Tbilisi           | 1-2 |     | 3-0 | 4-0 | 1-1 | 0-0 | 0-0 |
| Guria Lanchkhuti         | 0-2 | 0-2 |     | 1-0 | 0-0 | 2-1 | 0-0 |
| Locomotive Tbilisi       | 1-4 | 0-0 | 2-1 |     | 1-1 | 0-0 | 2-0 |
| Shukura Kobuleti         | 1-3 | 0-1 | 3-1 | 0-1 |     | 2-1 | 1-3 |
| Torpedo Kutaisi          | 0-3 | 0-1 | 5-0 | 3-0 | 0-0 |     | 3-1 |
| Tskhinvali               | 1-2 | 2-4 | 2-1 | 1-2 | 0-0 | 1-2 |     |

|  | Qualification pour la finale nationale                   |
|  | Qualification pour les matchs de classement              |
|  | Participation au barrage de relégation                   |
|  | Relégation directe en deuxième division                  |
|  | T : Tenant du titre C : Vainqueur de la Coupe de Géorgie |

| Rang | Équipe                | Pts | J  | G | N | P  | Bp | Bc | Diff |
| ---- | --------------------- | --- | -- | - | - | -- | -- | -- | ---- |
| 1    | FC Samtredia          | 27  | 12 | 8 | 3 | 1  | 27 | 9  | +18  |
| 2    | Dinamo Batoumi        | 20  | 12 | 5 | 5 | 2  | 20 | 5  | +15  |
| 3    | FC Saburtalo Tbilissi | 19  | 12 | 5 | 4 | 3  | 17 | 12 | +5   |
| 4    | Kolkheti 1913 Poti    | 18  | 12 | 6 | 0 | 6  | 10 | 18 | -8   |
| 5    | FC Dila Gori          | 17  | 12 | 5 | 2 | 5  | 13 | 12 | +1   |
| 6    | Sioni Bolnissi        | 11  | 12 | 3 | 2 | 7  | 13 | 19 | -6   |
| 7    | FC Baia Zugdidi       | 6   | 12 | 2 | 0 | 10 | 5  | 30 | -25  |

| Résultats (▼dom., ►ext.) | DIL | DBA | KOL | SAB | SAM | SIO | ZUG |
| Dila Gori                |     | 0-0 | 1-0 | 0-0 | 1-2 | 2-1 | 4-1 |
| Dinamo Batoumi           | 3-1 |     | 0-1 | 0-1 | 1-1 | 0-0 | 5-0 |
| Kolkheti Poti            | 0-1 | 0-5 |     | 1-0 | 1-3 | 1-0 | 2-0 |
| Saburtalo Tbilisi        | 2-1 | 0-0 | 6-1 |     | 2-2 | 1-1 | 3-1 |
| Samtredia                | 0-2 | 1-1 | 2-0 | 3-0 |     | 4-1 | 1-0 |
| Sioni                    | 2-0 | 0-3 | 0-2 | 1-2 | 0-3 |     | 4-1 |
| Zugdidi                  | 1-0 | 0-2 | 0-1 | 1-0 | 0-5 | 0-3 |     |

#### Finale pour le titre
| Équipe 1     | Résultat | Équipe 2           | Aller | Retour |
| ------------ | -------- | ------------------ | ----- | ------ |
| FC Samtredia | 4 - 2    | Chikhura Sachkhere | 2 - 0 | 2 - 2  |

#### Matchs de classement
|  | Demi-finales | Demi-finales          | Demi-finales       | Demi-finales       |                |                | Finale | Finale | Finale | Finale |
|  |              |                       |                    |                    |                |                |        |        |        |        |
|  |              |                       |                    |                    |                |                |        |        |        |        |
|  | 3eB          | Torpedo Koutaïssi     | 2                  | 0                  |                |                |        |        |        |        |
|  | 3eB          | Torpedo Koutaïssi     | 2                  | 0                  |                |                |        |        |        |        |
|  | 2eR          | Dinamo Batoumi        | 1                  | 1                  |                |                |        |        |        |        |
|  | 2eR          | Dinamo Batoumi        | 1                  | 1                  | Dinamo Batoumi | Dinamo Batoumi | 1      | 1      |        |        |
|  |              |                       |                    |                    | Dinamo Batoumi | Dinamo Batoumi | 1      | 1      |        |        |
|  |              |                       | FC Dinamo Tbilissi | FC Dinamo Tbilissi | 0              | 0              |        |        |        |        |
|  | 3eR          | FC Saburtalo Tbilissi | FC Dinamo Tbilissi | FC Dinamo Tbilissi | 0              | 0              | 0      | 0      |        |        |
|  | 3eR          | FC Saburtalo Tbilissi |                    |                    |                |                |        | 0      |        |        |
|  | 2eB          | FC Dinamo Tbilissi    | 0                  | 1                  |                |                |        |        |        |        |
|  | 2eB          | FC Dinamo Tbilissi    | 0                  | 1                  |                |                |        |        |        |        |

- Le Dinamo Batoumi se qualifie pour la Ligue Europa 2017-2018.

#### Barrage de relégation
Les 5e et 6e de chaque poule s'affrontent pour déterminer les deux derniers clubs relégués en fin de saison.
| Équipe 1            | Résultat | Équipe 2            | Aller | Retour |
| ------------------- | -------- | ------------------- | ----- | ------ |
| FC Guria Lanchkhuti | 0 - 2    | FC Dila Gori        | 0 - 2 | 0 - 0  |
| Sioni Bolnissi      | 4 - 5    | FC Shukura Kobuleti | 4 - 3 | 0 - 2  |

- Le FC Guria Lanchkhuti et Sioni Bolnissi sont relégués en deuxième division.

## Bilan de la saison
| Championnat de Géorgie de football 2016 |                                                      |
| Champion                                | FC Samtredia (1er titre)                             |
| Coupes et trophées                      |                                                      |
| Vainqueur de la Coupe de Géorgie 2016   | Torpedo Koutaïssi                                    |
| Qualifications continentales            |                                                      |
| Ligue des champions de l'UEFA 2017-2018 | FC Samtredia                                         |
| Ligue Europa 2017-2018                  | Chikhura Sachkhere                                   |
| Ligue Europa 2017-2018                  | Dinamo Batoumi                                       |
| Ligue Europa 2017-2018                  | Torpedo Koutaïssi (vainqueur de la Coupe de Géorgie) |
| Promotions et relégations               |                                                      |
| Promus en Umaglesi Liga                 | Aucun                                                |
| Relégués en Pirveli Liga                | FC Guria Lanchkhuti                                  |
| Relégués en Pirveli Liga                | Sioni Bolnissi                                       |
| Relégués en Pirveli Liga                | FC Baia Zugdidi                                      |
| Relégués en Pirveli Liga                | FC Tskhinvali                                        |